# Гудович, Николай Васильевич
Граф (с 12.12.1809) Николай Васильевич Гудович (1758, село Старые Ивайтенки, Стародубский полк — 1841) — русский военачальник из малороссийского дворянского рода Гудовичей, генерал-лейтенант (1800). 

## Биография
Один из сыновей Василия Андреевича Гудовича, служившего малороссийским генеральным подскарбием, а после упразднения гетманства переименованного в тайные советники и его второй жены Марии Степановны Миклашевской. Брат генерал-фельдмаршала И. В. Гудовича.
Военную службу начал в 1783 году в Лейб-гвардии Измайловском полку. Позже — полковник Киевского кирасирского полка. 11 октября 1797 года был произведён в генерал-майоры с назначением шефом Каргопольского драгунского полка.
Во время войн 1-й и 2-й антифранцузской коалиции командовал кавалерийской бригадой.
18 сентября 1800 года Гудович вышел в отставку с чином генерал-лейтенанта, произведённым 27 сентября 1799 года. Помещик Новгород-Северского уезда Черниговской губернии. 4 июня 1801 года снова принят на службу и определён состоять по армии, 19 марта 1806 года вновь уволен в отставку с мундиром.
В июле 1812 года граф Николай Гудович был избран начальником Черниговского ополчения, которое использовалось для обороны Черниговской губернии «от вторжения неприятельских шаек со стороны губерний Могилёвской и Смоленской». В октябре командовал частями ополчения в ходе боёв за Чечерск, Рогачёв и Рославль. С октября 1812 года — начальник объединённого Черниговско-Полтавского ополчения, с которым участвовал в блокаде Могилёва и боях по ликвидации остатков французских войск на завершающем этапе Отечественной войны 1812 года.
Умер в 1841 году.

### Семья
Жена — Варвара Григорьевна Горленко (1780 — ?), дочь Григория Андреевича Горленко и Евдокии Семёновны (урожд. Зарудной; ? — ок. 1785). Дети:
- сын — Василий (1789—1846), полковник;
- сын — Иван (1793 — ?);
- дочери — Варвара, Софья, Елизавета[2].

## Награды
- Награждён орденом Св. Георгия 4-й степени (№ 1554; 26 ноября 1804).
- Также награждён другими орденами Российской империи.